# Kvarnån
De Kvarnån is een rivier in Zweden, binnen de gemeente Luleå en daarbinnen het tätort Råneå, die de verbinding is tussen het Västiträsket en de Råneälven. De 19 kilometer lange rivier zorgt voor de afwatering van het Västiträsket naar de Råneälven. Het eiland Sladaholmen ligt aan het begin van de Råneälven. Het lijkt wel of de rivieren elkaar hier kruisen.